# Larré (Morbihan)
Larré település Franciaországban, Morbihan megyében. Lakosainak száma 1102 fő (2022. január 1.). Larré Le Cours, Molac, Questembert, La Vraie-Croix és Elven községekkel határos.

## Népesség
A település népességének változása:
| Lakosok száma | 635  | 587  | 649  | 733  | 990  | 1016 | 1040 | 1067 | 1081 | 1102 |
|               | 1968 | 1982 | 1990 | 2006 | 2013 | 2015 | 2017 | 2019 | 2020 | 2022 |